# Anyphaena
Genre
Anyphaena est un genre d'araignées aranéomorphes de la famille des Anyphaenidae.

## Distribution
Les espèces de ce genre se rencontrent en Amérique, en Europe et en Asie.

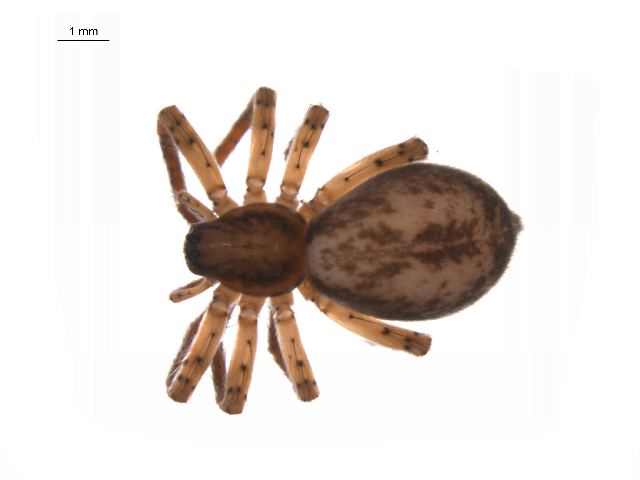
Anyphaena aperta

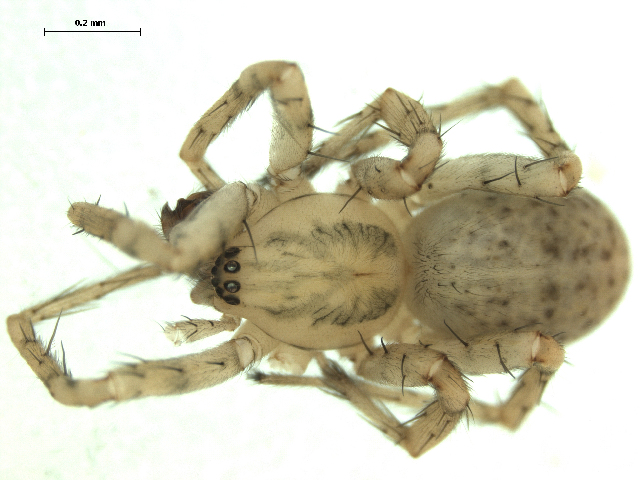
Anyphaena celer

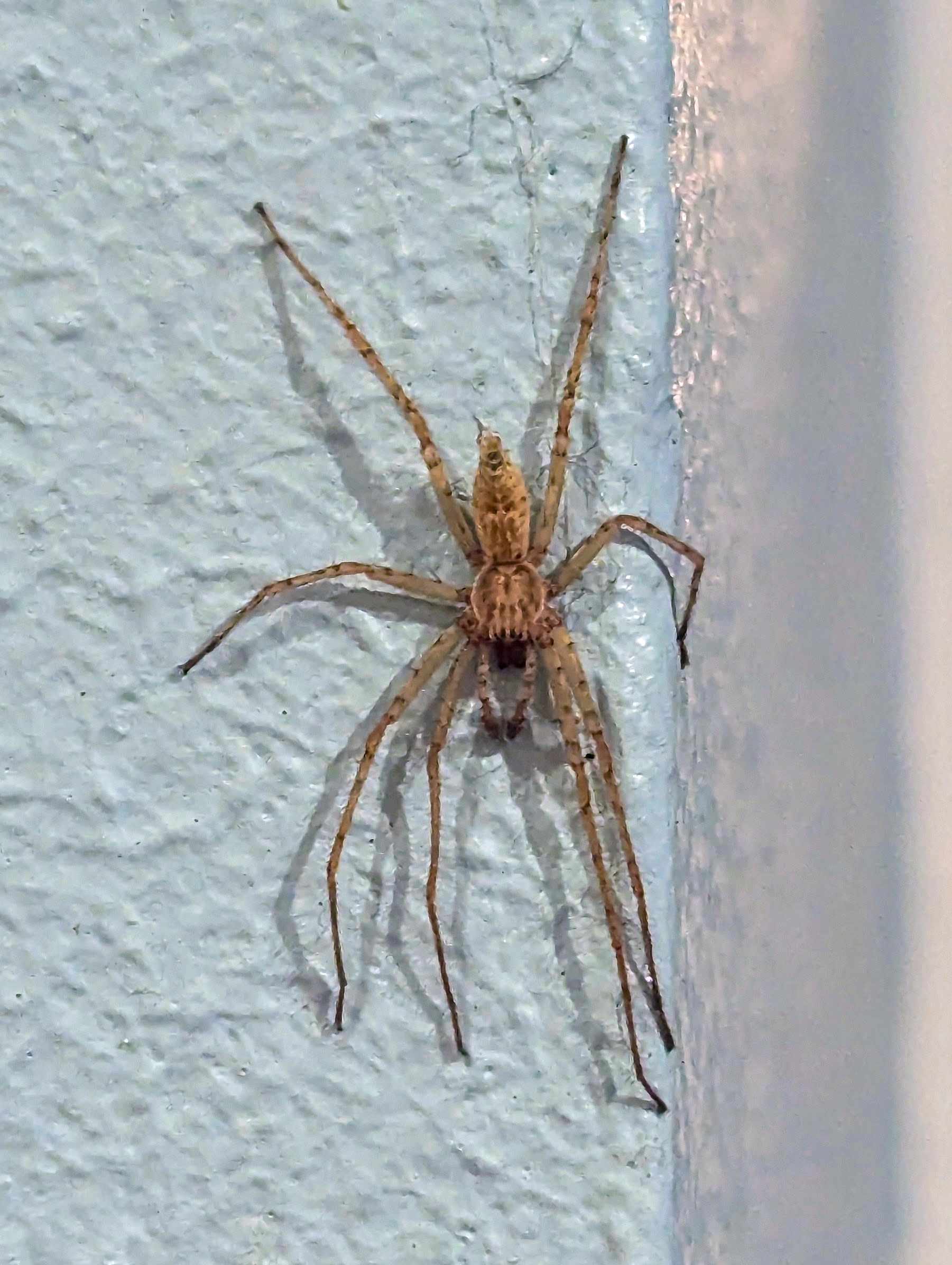
Anyphaena numida

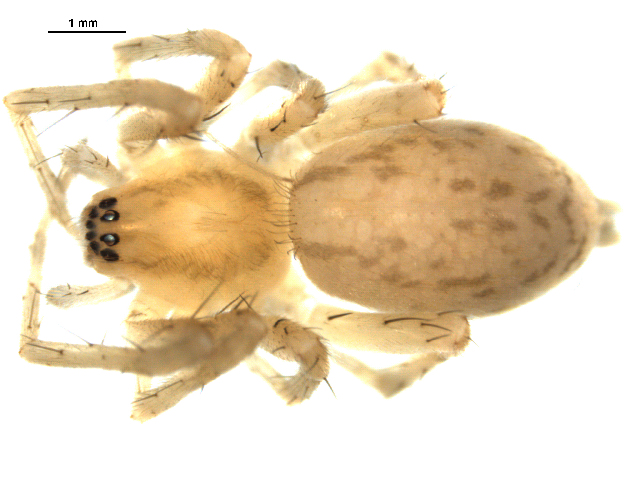
Anyphaena pectorosa

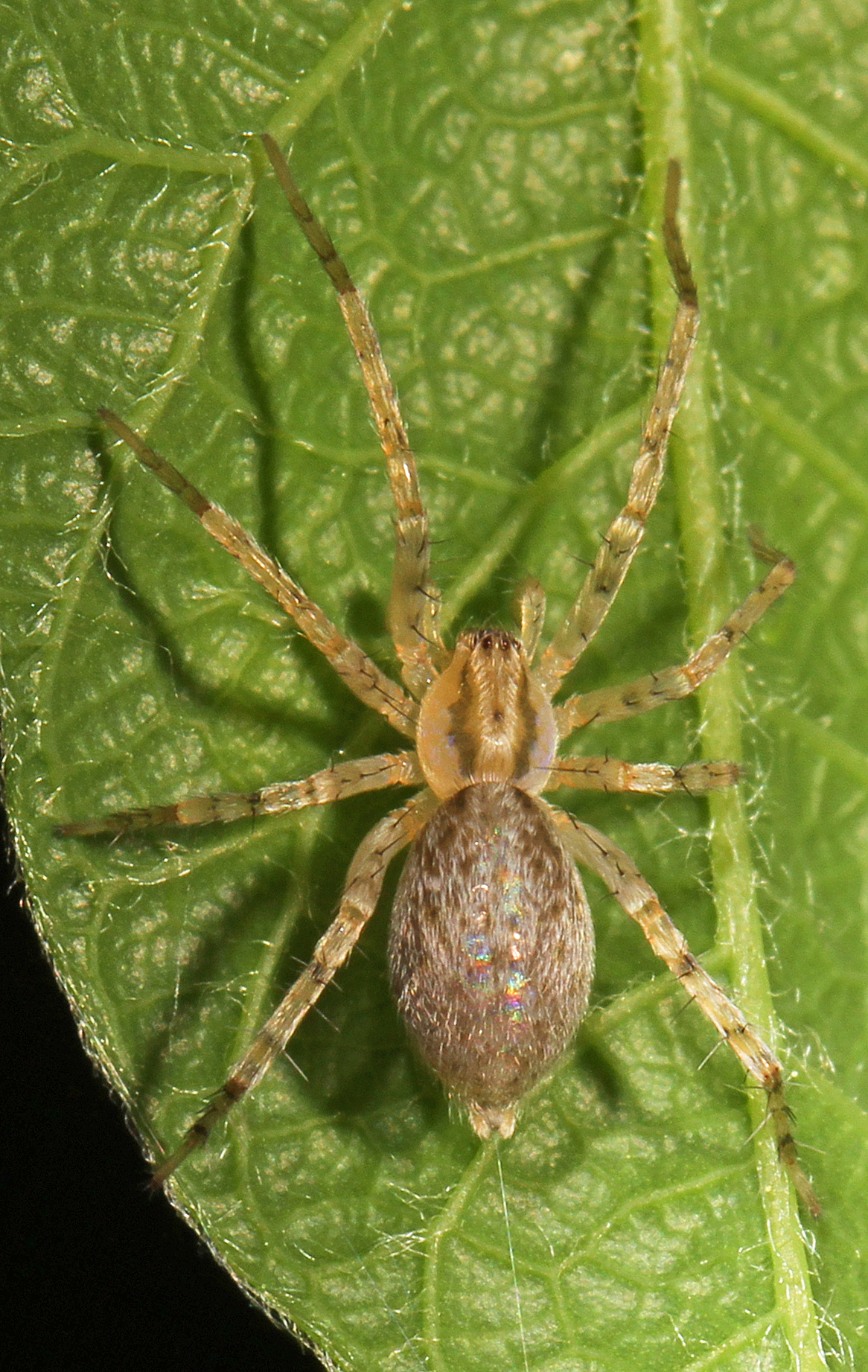
Anyphaena

## Liste des espèces
Selon World Spider Catalog (version 26, 30/06/2025) :
- Anyphaena accentuata (Walckenaer, 1802)
- Anyphaena adnani Rivera-Quiroz & Álvarez-Padilla, 2023
- Anyphaena alachua Platnick, 1974
- Anyphaena alamos Platnick & Lau, 1975
- Anyphaena alboirrorata Simon, 1878
- Anyphaena andina Chamberlin, 1916
- Anyphaena aperta (Banks, 1921)
- Anyphaena arbida Platnick, 1974
- Anyphaena autumna Platnick, 1974
- Anyphaena ayshides Yaginuma, 1958
- Anyphaena bermudensis Sierwald, 1988
- Anyphaena bifurcata Rivera-Quiroz & Álvarez-Padilla, 2023
- Anyphaena bispinosa Bryant, 1940
- Anyphaena bromelicola Platnick, 1977
- Anyphaena bryantae Roewer, 1951
- Anyphaena californica (Banks, 1904)
- Anyphaena catalina Platnick, 1974
- Anyphaena celer (Hentz, 1847)
- Anyphaena cibagou Wang & Mi, 2024
- Anyphaena cielo Platnick & Lau, 1975
- Anyphaena cochise Platnick, 1974
- Anyphaena cortes Platnick & Lau, 1975
- Anyphaena crebrispina Chamberlin, 1919
- Anyphaena cumbre Platnick & Lau, 1975
- Anyphaena darlingtoni Bryant, 1940
- Anyphaena decora Bryant, 1942
- Anyphaena diversa Bryant, 1936
- Anyphaena dixiana (Chamberlin & Woodbury, 1929)
- Anyphaena dominicana Roewer, 1951
- Anyphaena dulceae Rivera-Quiroz & Álvarez-Padilla, 2023
- Anyphaena encino Platnick & Lau, 1975
- Anyphaena epicardia Rivera-Quiroz & Álvarez-Padilla, 2023
- Anyphaena felipe Platnick & Lau, 1975
- Anyphaena fernandae Rivera-Quiroz & Álvarez-Padilla, 2023
- Anyphaena franciscoi Rivera-Quiroz & Álvarez-Padilla, 2023
- Anyphaena fraterna (Banks, 1896)
- Anyphaena furcatella Banks, 1914
- Anyphaena furva Miller, 1967
- Anyphaena gertschi Platnick, 1974
- Anyphaena gibba O. Pickard-Cambridge, 1896
- Anyphaena gibboides Platnick, 1974
- Anyphaena gibbosa O. Pickard-Cambridge, 1896
- Anyphaena grovyle Lin & Li, 2021
- Anyphaena hespar Platnick, 1974
- Anyphaena ibarrai Rivera-Quiroz & Álvarez-Padilla, 2023
- Anyphaena inferens Chamberlin, 1925
- Anyphaena jimenezae Rivera-Quiroz & Álvarez-Padilla, 2023
- Anyphaena judicata O. Pickard-Cambridge, 1896
- Anyphaena kurilensis Peelle & Saito, 1932
- Anyphaena lacka Platnick, 1974
- Anyphaena leechi Platnick, 1977
- Anyphaena leidashi Yao & Liu, 2024
- Anyphaena linzhi Wang & Mi, 2024
- Anyphaena maculata (Banks, 1896)
- Anyphaena marginalis (Banks, 1901)
- Anyphaena megamedia Rivera-Quiroz & Álvarez-Padilla, 2023
- Anyphaena miniducta Rivera-Quiroz & Álvarez-Padilla, 2023
- Anyphaena modesta Bryant, 1948
- Anyphaena mogan Song & Chen, 1987
- Anyphaena morelia Platnick & Lau, 1975
- Anyphaena natachae Rivera-Quiroz & Álvarez-Padilla, 2023
- Anyphaena nexuosa Chickering, 1940
- Anyphaena noctua Rivera-Quiroz & Álvarez-Padilla, 2023
- Anyphaena numida Simon, 1897
- Anyphaena obregon Platnick & Lau, 1975
- Anyphaena otinapa Platnick & Lau, 1975
- Anyphaena pacifica (Banks, 1896)
- Anyphaena pectorosa L. Koch, 1866
- Anyphaena plana F. O. Pickard-Cambridge, 1900
- Anyphaena pontica Weiss, 1988
- Anyphaena porta Rivera-Quiroz & Álvarez-Padilla, 2023
- Anyphaena pretiosa Banks, 1914
- Anyphaena proba O. Pickard-Cambridge, 1896
- Anyphaena pugil Karsch, 1879
- Anyphaena pusilla Bryant, 1948
- Anyphaena quadrata Rivera-Quiroz & Álvarez-Padilla, 2023
- Anyphaena quadricornuta Kraus, 1955
- Anyphaena rebecae Rivera-Quiroz & Álvarez-Padilla, 2023
- Anyphaena rhynchophysa Feng, Ma & Yang, 2012
- Anyphaena rita Platnick, 1974
- Anyphaena sabina L. Koch, 1866
- Anyphaena salgueiroi Rivera-Quiroz & Álvarez-Padilla, 2023
- Anyphaena salto Platnick & Lau, 1975
- Anyphaena sceptile Lin & Li, 2021
- Anyphaena scopulata F. O. Pickard-Cambridge, 1900
- Anyphaena shenzhen Lin & Li, 2021
- Anyphaena shufui Wang & Mi, 2024
- Anyphaena simoni Becker, 1878
- Anyphaena simplex O. Pickard-Cambridge, 1894
- Anyphaena sofiae Rivera-Quiroz & Álvarez-Padilla, 2023
- Anyphaena soricina Simon, 1889
- Anyphaena stigma Rivera-Quiroz & Álvarez-Padilla, 2023
- Anyphaena subgibba O. Pickard-Cambridge, 1896
- Anyphaena syriaca Kulczyński, 1911
- Anyphaena taiwanensis Chen & Huang, 2011
- Anyphaena tancitaro Platnick & Lau, 1975
- Anyphaena tehuacan Platnick & Lau, 1975
- Anyphaena tibet Lin & Li, 2021
- Anyphaena tonoi Rivera-Quiroz & Álvarez-Padilla, 2023
- Anyphaena triangularis Rivera-Quiroz & Álvarez-Padilla, 2023
- Anyphaena trifida F. O. Pickard-Cambridge, 1900
- Anyphaena tuberosa F. O. Pickard-Cambridge, 1900
- Anyphaena urieli Rivera-Quiroz & Álvarez-Padilla, 2023
- Anyphaena wanlessi Platnick & Lau, 1975
- Anyphaena wuyi Zhang, Zhu & Song, 2005
- Anyphaena xochimilco Platnick & Lau, 1975
- Anyphaena yejiei Wang & Mi, 2024
- Anyphaena yoshitakei Baba & Tanikawa, 2017
- Anyphaena zorynae Durán-Barrón, Pérez & Brescovit, 2016
- Anyphaena zuyelenae Durán-Barrón, Pérez & Brescovit, 2016

Selon World Spider Catalog (version 23.5, 2023) :
- † Anyphaena fuscata C. L. Koch & Berendt, 1854

## Systématique et taxinomie
Ce genre a été décrit par Sundevall en 1833.

## Publication originale
- Sundevall, 1833 : « Svenska spindlarnes beskrifning. » Fortsättning och slut. Bihang till Kongliga Svenska Vetenskaps-Akademiens Handlingar, vol. 1832, p. 172-272 (texte intégral).